# Хоанкьем
Хоанкьем (вьет. Hồ Hoàn Kiếm, тьы-ном 湖還劍, хо хоан кьем), также «озеро возвращённого меча» и «озеро зелёной воды», — водоём, находящийся в одноимённом районе, в центре Ханоя. Озеро Хоанкьем считается исторической и культурной достопримечательностью Вьетнама.

## Положение
Озеро образовалось на месте старого русла Красной реки, которая течёт несколько севернее. Хоанкьем находится между старыми улицами Хангнганг (Hàng Ngang), Хангдао (Hàng Đào), Кауго (Cầu Gỗ), Лыонгванкан (Lương Văn Can), Лошу (вьет. Lò Sũ).

## Историческое значение
Озеро упоминается как место, где восставшему против китайского владычества императору Ле Лою (Lê Lợi, Ле Лой) волшебной золотой черепахой был дарован меч Тхуантхьен (Thuận Thiên). Получив меч, Ле Лой разбил китайские армии и стал основателем возрождённой династии Ле.
Согласно легенде, в честь великой победы Ле Лой устроил праздник на озере, где жила черепаха. В синих и жёлтых лодках Ле Лой и его приближённые выплыли на середину озера, и вдруг перед носом лодки правителя появилась старая черепаха и сказала: «Тебе, Ле Лой, был послан меч, чтобы разгромить врага. Твой долг выполнен, ты победил. Меч этот страшен только захватчикам, и теперь верни его мне». Меч описал над водой полукруг, черепаха схватила его в пасть и погрузилась в воду.

## Острова
В северной и южной частях озера находятся два небольших острова. Считается, что это тело и голова священной черепахи.

## Сооружения

### Храм Нефритовой горы

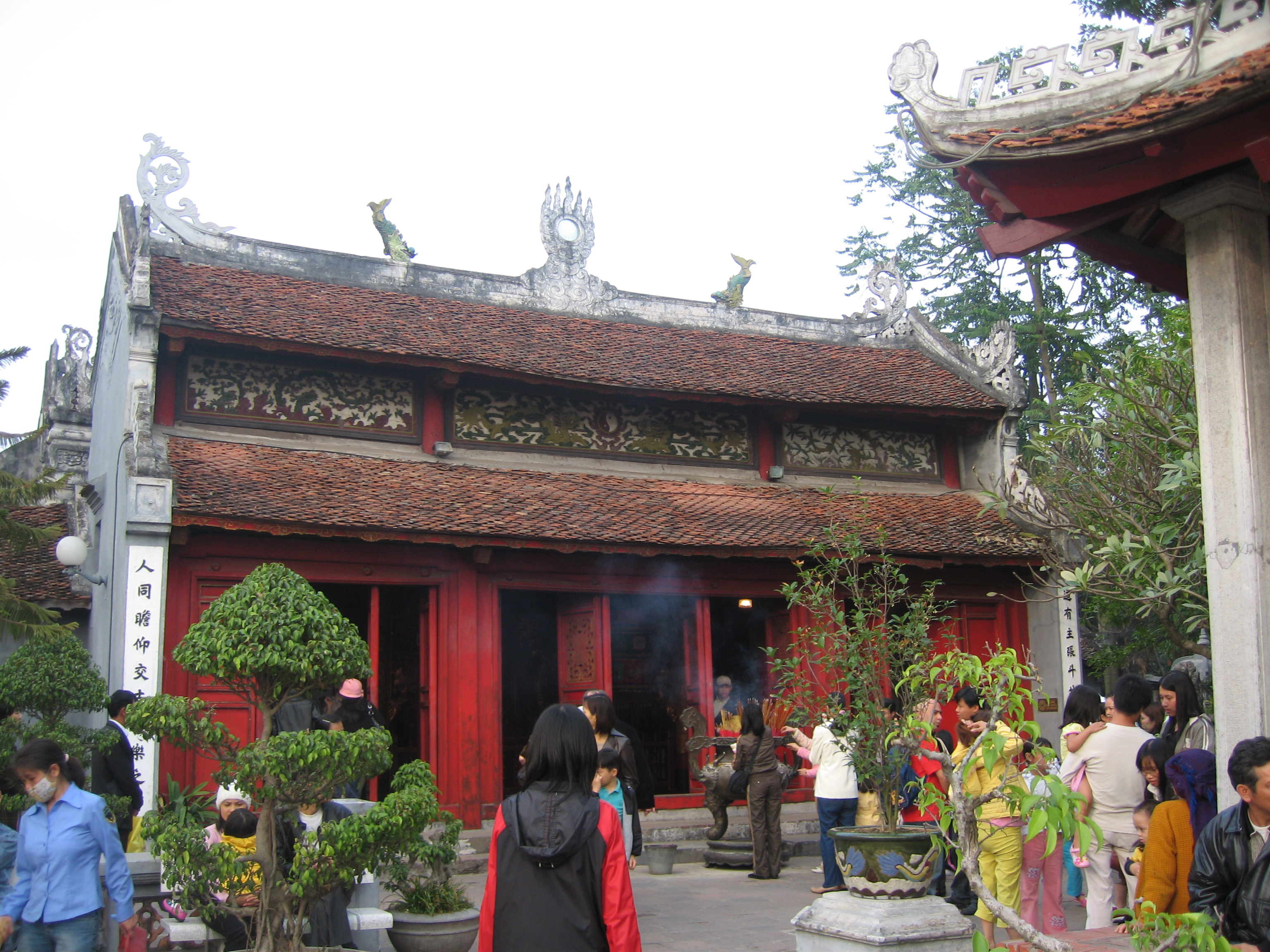
Храм Нефритовой горы

На северном острове находится Храм Нефритовой горы (Ден Нгокшон), построенный в XIX веке.

### Мост Восходящего солнца

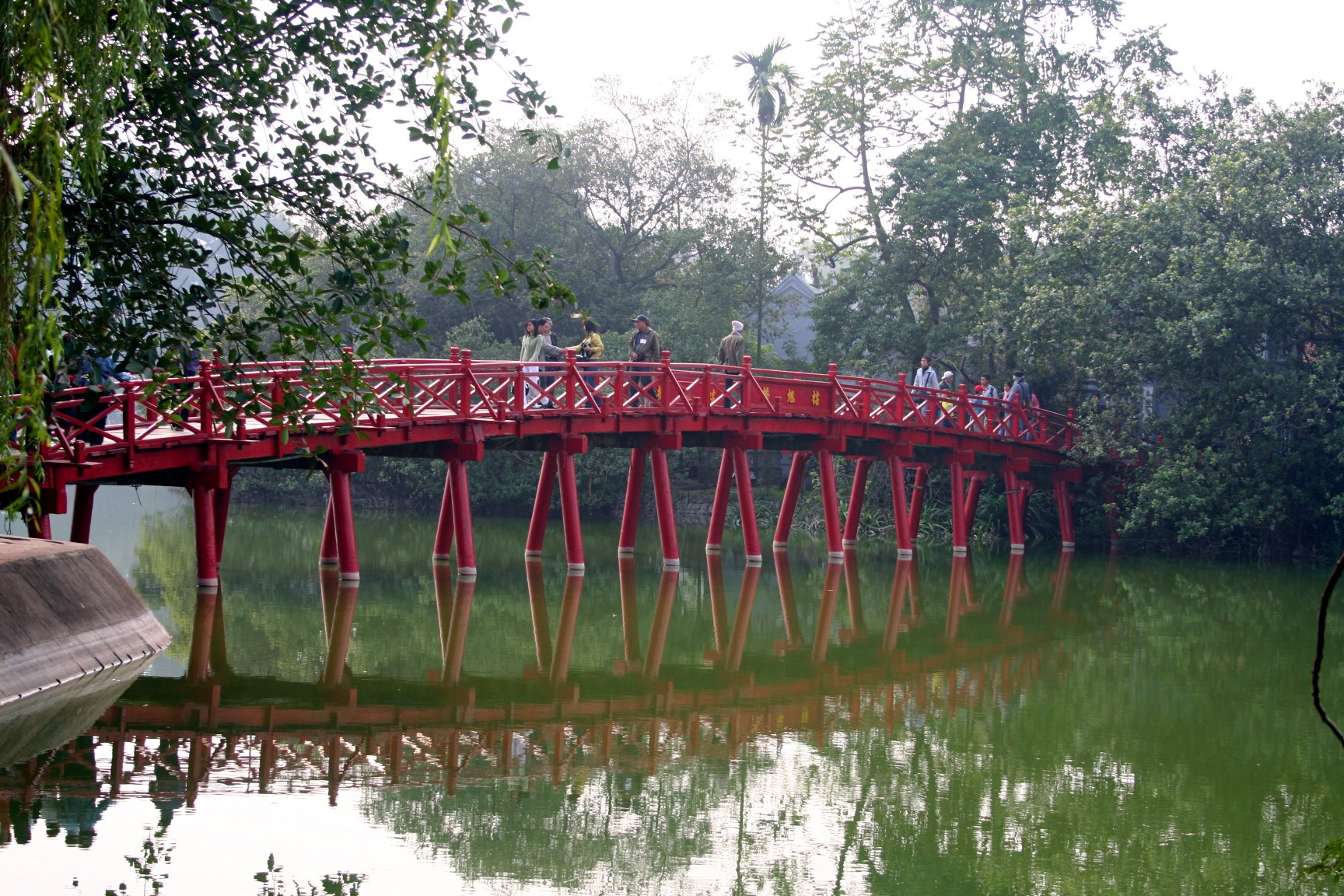
Мост Восходящего солнца

К Храму Нефритовой горы на северный остров с берега ведёт Мост Восходящего солнца (Кау Тхехук).

### Башня Черепахи

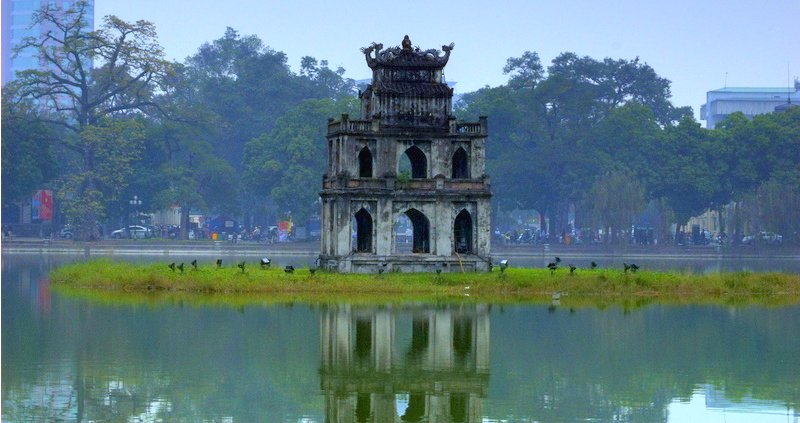
Башня Черепахи

На южном острове, который лежит близко к центру озера, находится Башня Черепахи (Тхап Зуа). Построена в 1886 году.

## Священная Черепаха

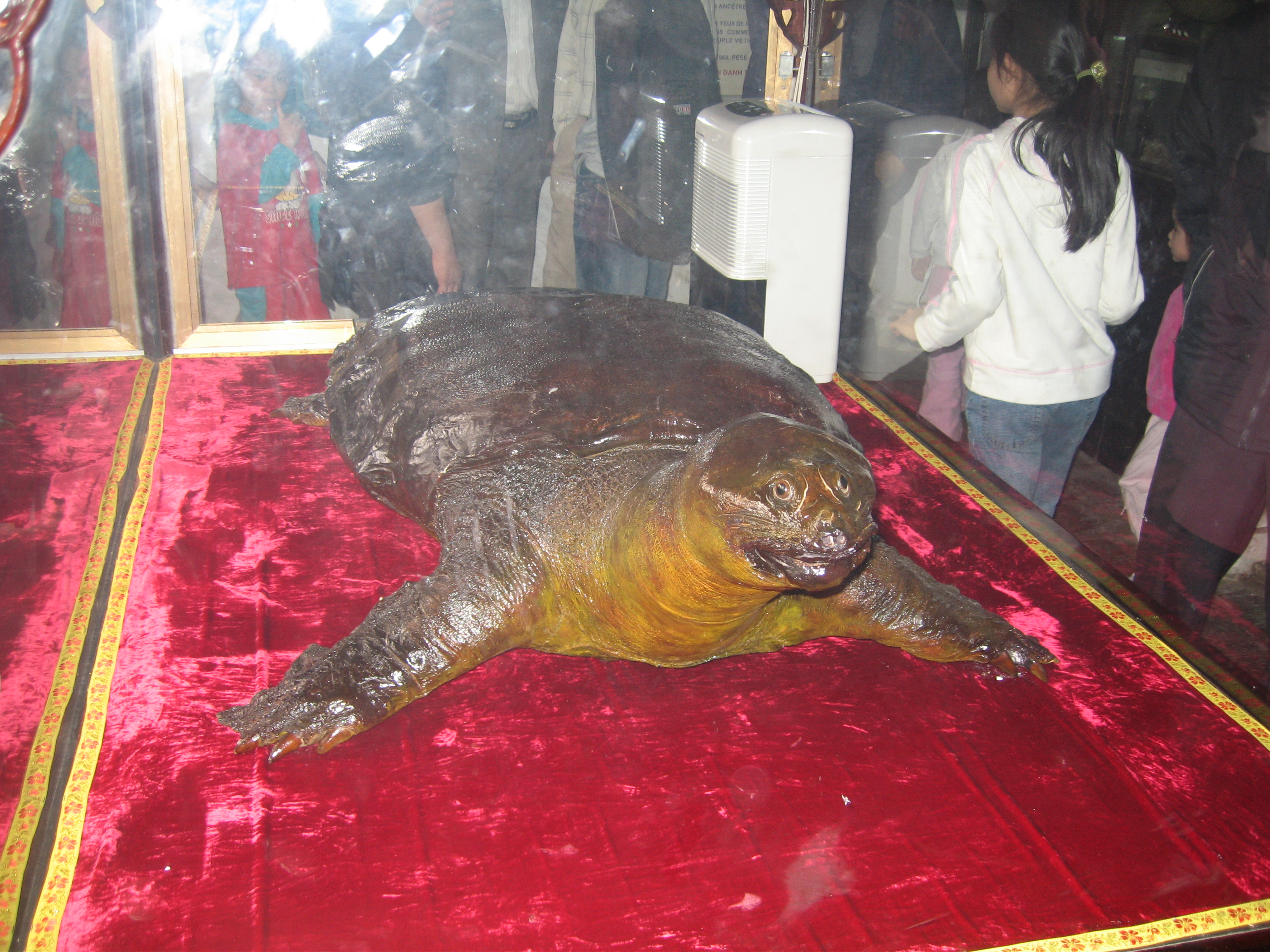
Чучело умершей черепахи в витрине в Храме Нефритовой горы

Согласно доценту Ха Динь Дыку (вьет. Hà Đình Đức), раньше в озере жили 4 черепахи, 3 из них умерли, их сохраняют в Храме Нефритовой горы и в Музее Ханоя.
Живых таких черепах в мире осталось всего четыре: две — во Вьетнаме и две — в Китае.

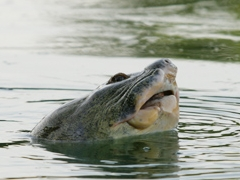
Священная Черепаха в озере

В озере долгое время жила одна старая черепаха вида лат. Rafetus swinhoei (или Rafetus leloii, в честь Ле Лоя) шириной 1,6 м, длиной 0,8 м, весом 169 кг. В условиях современного Ханоя жизнь черепахи в озере постоянно находилась под угрозой. В 2011 году черепаху вылавливали и ей проводили курс лечения. 19 января 2016 года черепаха скончалась.